# Bad Wiessee
Bad Wiessee es un balneario ubicado en el lago Tegernsee, en el distrito de Miesbach, en Baviera, Alemania. Se encuentra a 48 km al sur de Múnich. El nombre Bad es por "spa" o "baños", cuando Wiessee deriva de "lago oeste", significando "Lado este del Lago".
Bad Wiessee es conocido por su saludable fuente de sulfuro, por su tranquilidad y ubicación al norte de los Alpes mucha gente pasa sus vacaciones allí.
Bad Wiessee es también notorio porque allí fue el lugar inicial de los eventos antes de la Noche de los cuchillos largos, del 30 de junio al 2 de julio de 1934, cuando Adolf Hitler y las SS mataron a los líderes de la Sturmabteilung (SA), muchos de ellos estaban hospedados en los resorts de Bad Wiessee.